# Робертс, Гил
Гил Ро́бертс (англ. Gil Roberts; род. 15 марта 1989, Оклахома-Сити, США) — американский легкоатлет, специализирующийся в беге на 400 метров. Олимпийский чемпион 2016 года, чемпион мира в помещении (2012) в эстафете 4×400 метров.

## Биография
Начал заниматься лёгкой атлетикой в школе Milwood High School. Ещё в юном возрасте внимание специалистов обращала на себя его тактика бега на 400 метров. Все они сходились во мнении, что Гил начинал дистанцию чересчур быстро, из-за чего заключительные 150 метров были для него настоящим испытанием. Однако это не помешало ему установить рекорды штата на 200 и 400 метров и стать желанным новичком для многих университетских команд США.
В 2008 году тренер Уэс Киттли из Техасского технологического университета уговорил Робертса стать частью его команды. Впоследствии он действительно принёс немало пользы своей alma mater, выступая индивидуально и в эстафетах. С другой стороны, даже Киттли отмечал крайнюю нестабильность своего подопечного. После неудачного сезона в 2008 году (из-за травмы задней поверхности бедра), в 2009-м он установил личный рекорд 44,86 и получил возможность выступить за сборную США на чемпионате мира, где был далёк от выхода даже в полуфинал.
В следующий раз он выстрелил в зимнем сезоне 2012 года, когда стал чемпионом США в помещении и выиграл золото мирового первенства в эстафете 4×400 метров. На олимпийском отборе в июне Гил, по традиции, лидировал большую часть своего полуфинала, но не смог додержать преимущество до финиша и остался без Игр.
По окончании университета (специализация в сфере массовых коммуникаций) подписал профессиональный контракт с Nike и переехал в Лос-Анджелес к Джону Смиту, выведшего в своё время в чемпионы Кевина Янга, Куинси Уоттса и многих других спринтеров. Под его руководством Гил стал чемпионом США 2014 года, установив в финале личный рекорд 44,53 (пятое время в мировом сезоне).
На отборочных соревнованиях в 2016 году был дисквалифицирован в полуфинале за фальстарт, однако настоял на том, чтобы его допустили к забегу. После финиша судьи решили, что Робертс был прав и не стали аннулировать его результат. В решающем забеге он финишировал вторым вслед за олимпийским чемпионом Лашоном Мерриттом и отобрался в сборную на Олимпийские игры. В Рио-де-Жанейро дошёл до полуфинала в личном беге на 400 метров (стал лучшим из числа не попавших в финал), а в эстафете стал обладателем золотой медали (бежал на третьем этапе).

## Основные результаты
| Год  | Турнир                     | Место проведения         | Дисциплина       | Место       | Результат |
| ---- | -------------------------- | ------------------------ | ---------------- | ----------- | --------- |
| 2009 | Чемпионат мира             | Берлин, Германия         | 400 м            | 32-е (заб.) | 46,41     |
| 2012 | Чемпионат мира в помещении | Стамбул, Турция          | 400 м            | 11-е (1/2)  | 47,01     |
| 2012 | Чемпионат мира в помещении | Стамбул, Турция          | эстафета 4×400 м | 1-е         | 3.03,94   |
| 2016 | Олимпийские игры           | Рио-де-Жанейро, Бразилия | 400 м            | 9-е (1/2)   | 44,65     |
| 2016 | Олимпийские игры           | Рио-де-Жанейро, Бразилия | эстафета 4×400 м | 1-е         | 2.57,30   |